# Йордан, Рудольф (художник)
Рудольф Йордан (нем. Wilhelm Rudolph Jordan; 4 мая 1810[…], Берлин[…] — 26 марта 1887 или 25 марта 1887, Дюссельдорф, Пруссия[…]) — немецкий живописец.

## Биография
Родился 4 мая 1810 года в Берлине в семье чиновника Андре Шарля Гийома Йордана (1778—1850) и его жены Вильгельмины Хилькерт. Сестра Рудольфа, Мария (1816—1899) стала женой его друга — художника Адольфа Хеннинга.
Учился сперва в Берлине в художественной школе Карла Вильгельма Ваха, затем, в 1833—1840 годах, в Дюссельдорфской академии художеств. После этого Рудольф оттачивал свои навыки в мастерских художников Фридриха фон Шадов и Карла Зона. С 1848 года работал как самостоятельный художник, содержал собственную мастерскую в Дюссельдорфе. Имел многочисленных учеников и за успехи в их обучении получил звание титулярного (т.е. не преподававшего в Академии) профессора живописи.
Начиная с 1837 года Рудольф Йордан был членом Прусской академии художеств в Берлин, на Берлинской выставке получил большую золотую медаль. В 1844 году он стал одним из основателей общества художников Malkastenв  Дюссельдорфе, в котором состоял до конца своей жизни.
Во время революции 1848—1849 годов Иордан служил во взводе дюссельдорфских дружинников, возглавляемых художником Лоренцем Класеном. 
Скончался 20 марта 1887 года в Дюссельдорфе. Был похоронен на городском Северном кладбище.

## Семья
Рудольф Йордан был женат первым браком на художнице Софии фон Мюльман (1811—1863), которая была сестрой Эмилии фон Мюльман (1805—1884), супруги его учителя Карла Зона. В первом браке у Йордана было трое детей. Второй женой художника стала Мария фон Ханштейн (1825—1885). В этом браке детей не было.

## Награды
В 1869 году был награждён прусским орденом Красного орла 3-й степени и шведским орденом Вазы 2-й степени. В 1886 году был удостоен прусского ордена Короны 2-й степени.

## Творчество
Йордан неоднократно предпринимал поездки на побережья Северного моря для изучения повседневной жизни, внешности и быта рыбаков. Особенно часто работал на острове Гельголанд, а также в Нормандии, Бельгии, Нидерландах, возможно и в Швеции. Жанровые сцены из жизни рыбаков, составляющие основную часть творческого наследия Йордана, лишены приукрашивания в изображении их непростой и небогатой жизни, но в то же время создают у зрителя не только чувство сопереживания, но и чувство симпатии к людям, которые среди многих невзгод (отображённых в частности на картине «Шторм на Гельголанде») находят время для проявления и теплоты, и радости («Старик с собакой, вяжущий чулок», «Праздник у рыбаков», «Обручение на Гельголанде»). 

## Галерея

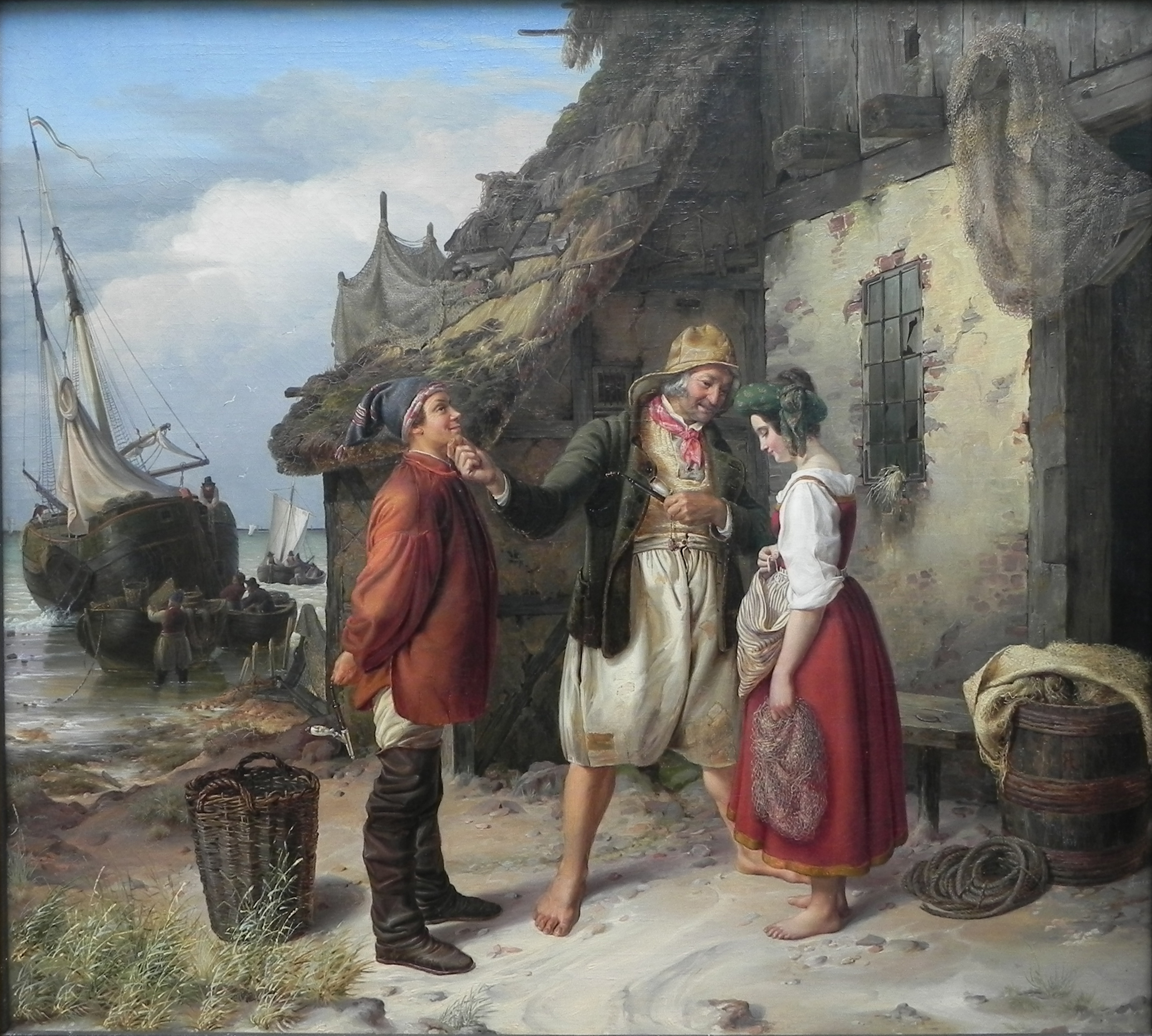
Обручение на Гельголанде.
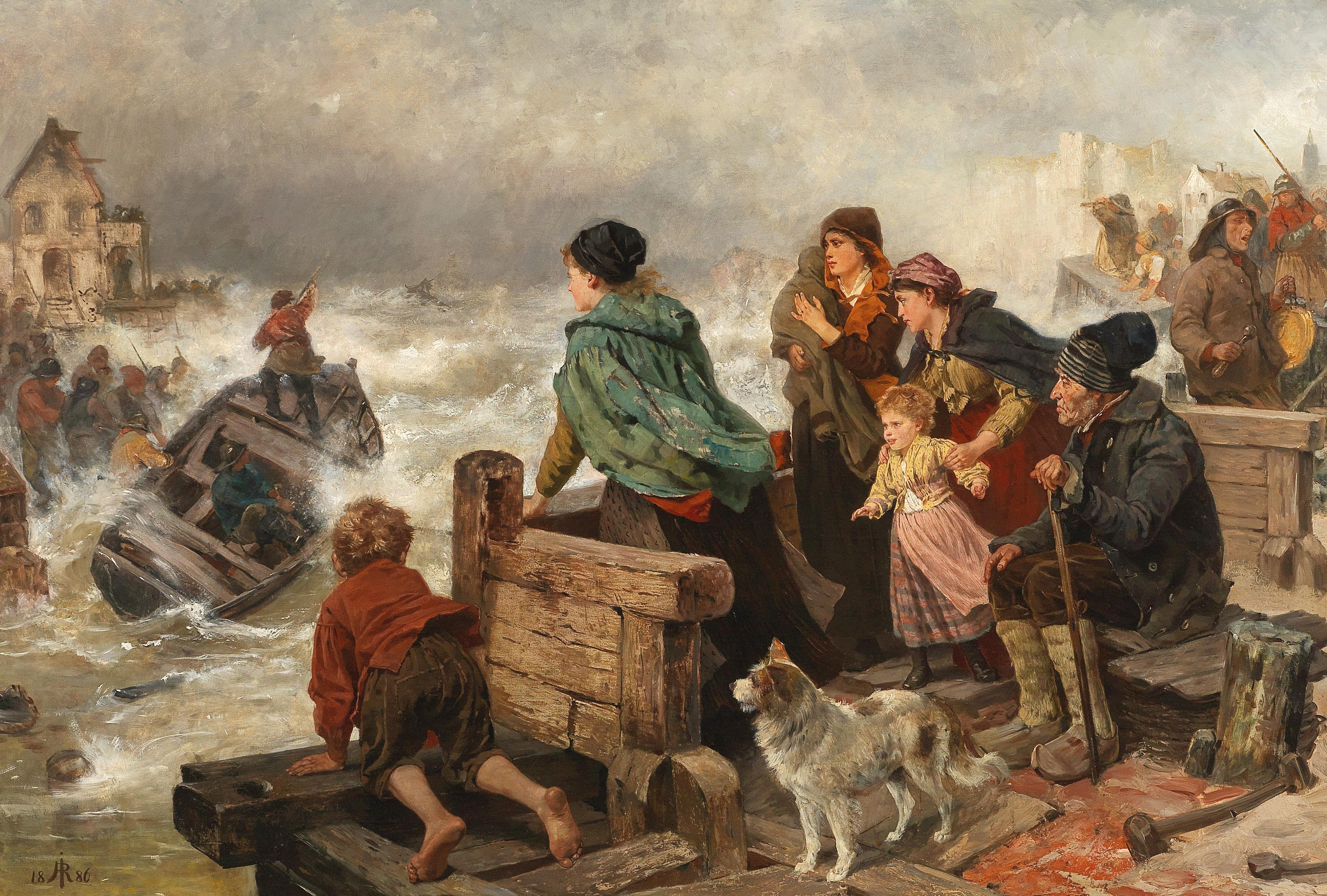
Шторм. Семьи рыбаков на берегу в штормовую погоду дожидаются их возвращения.
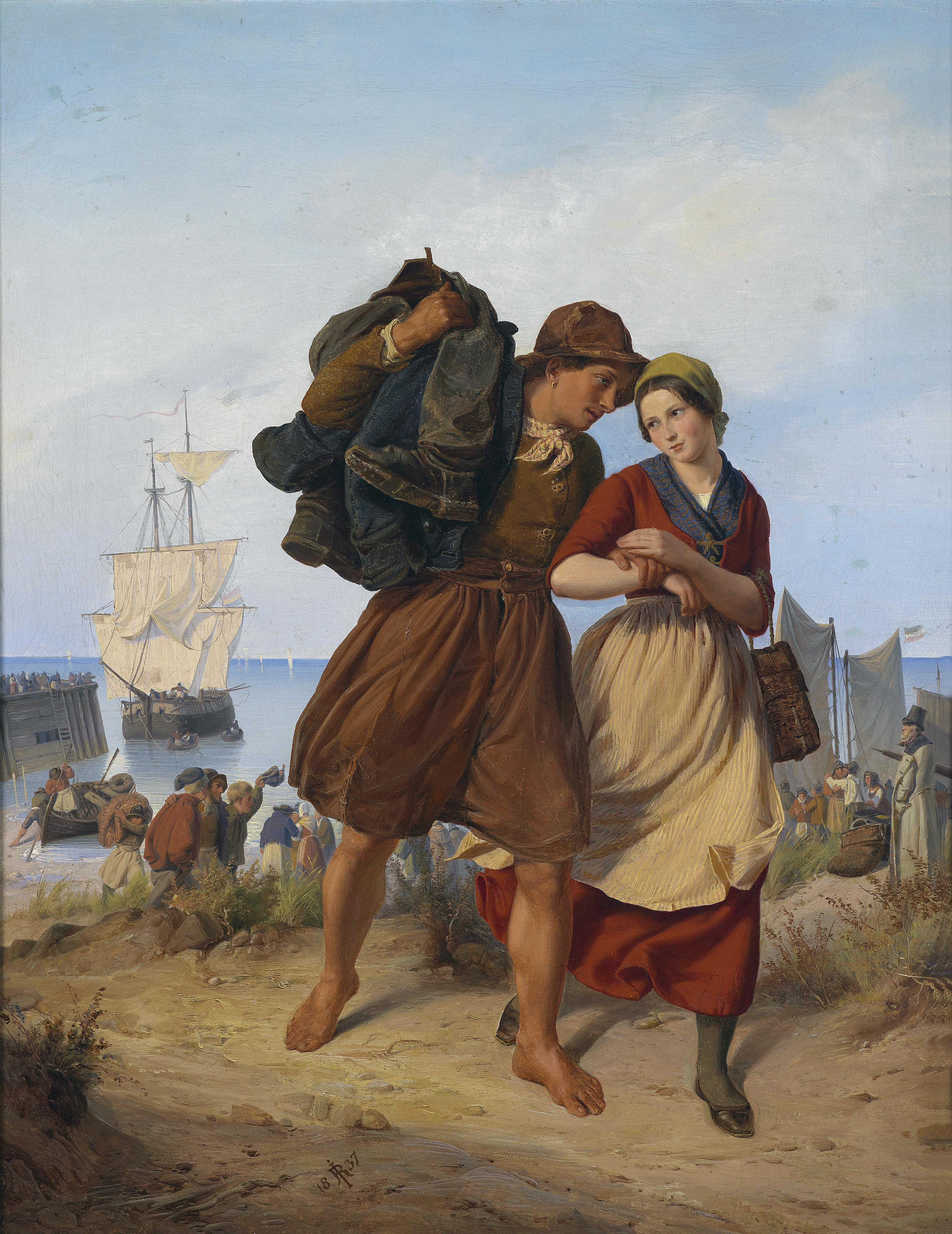
Возвращение рыбака.
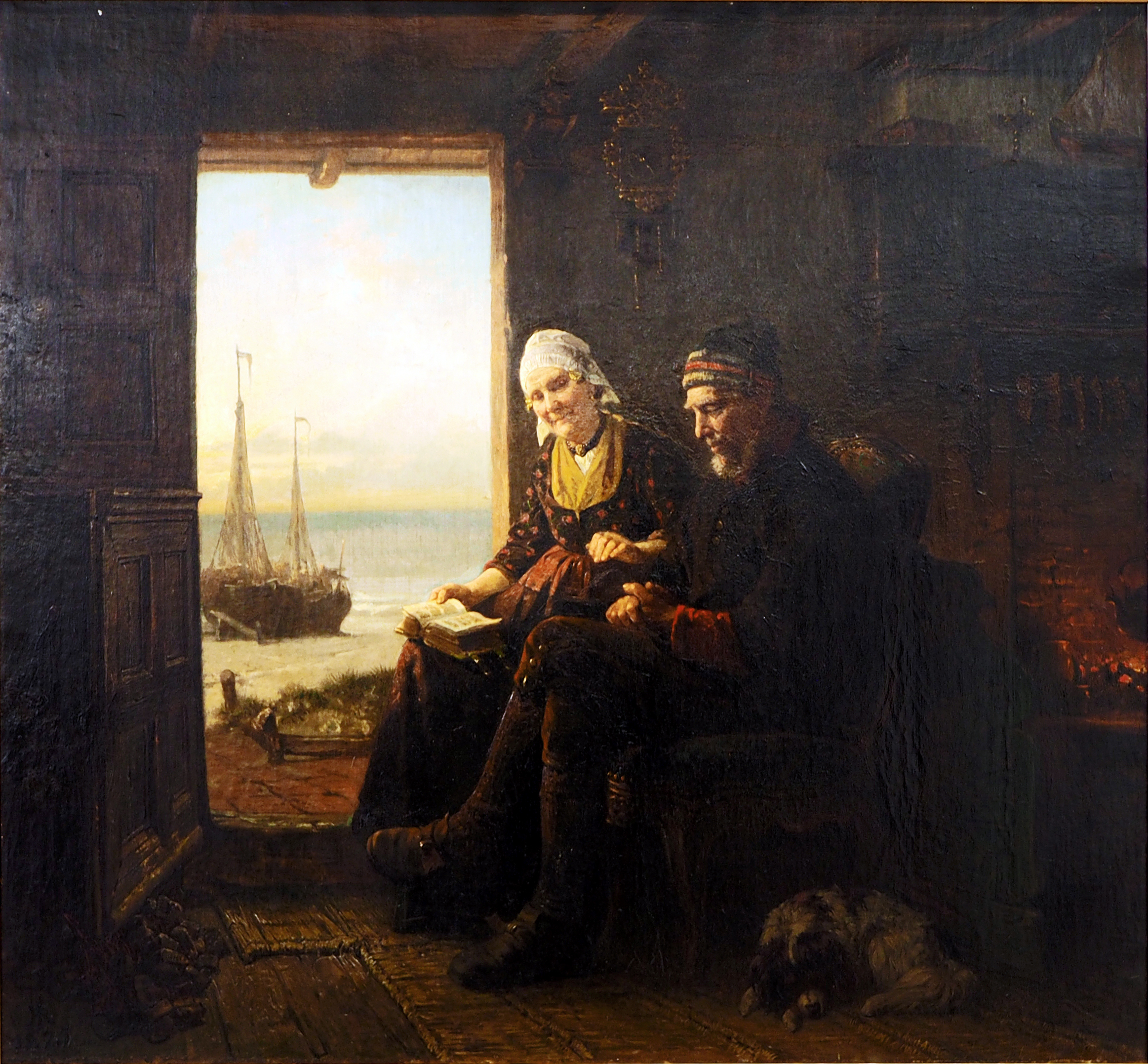
Пожилые рыбаки.
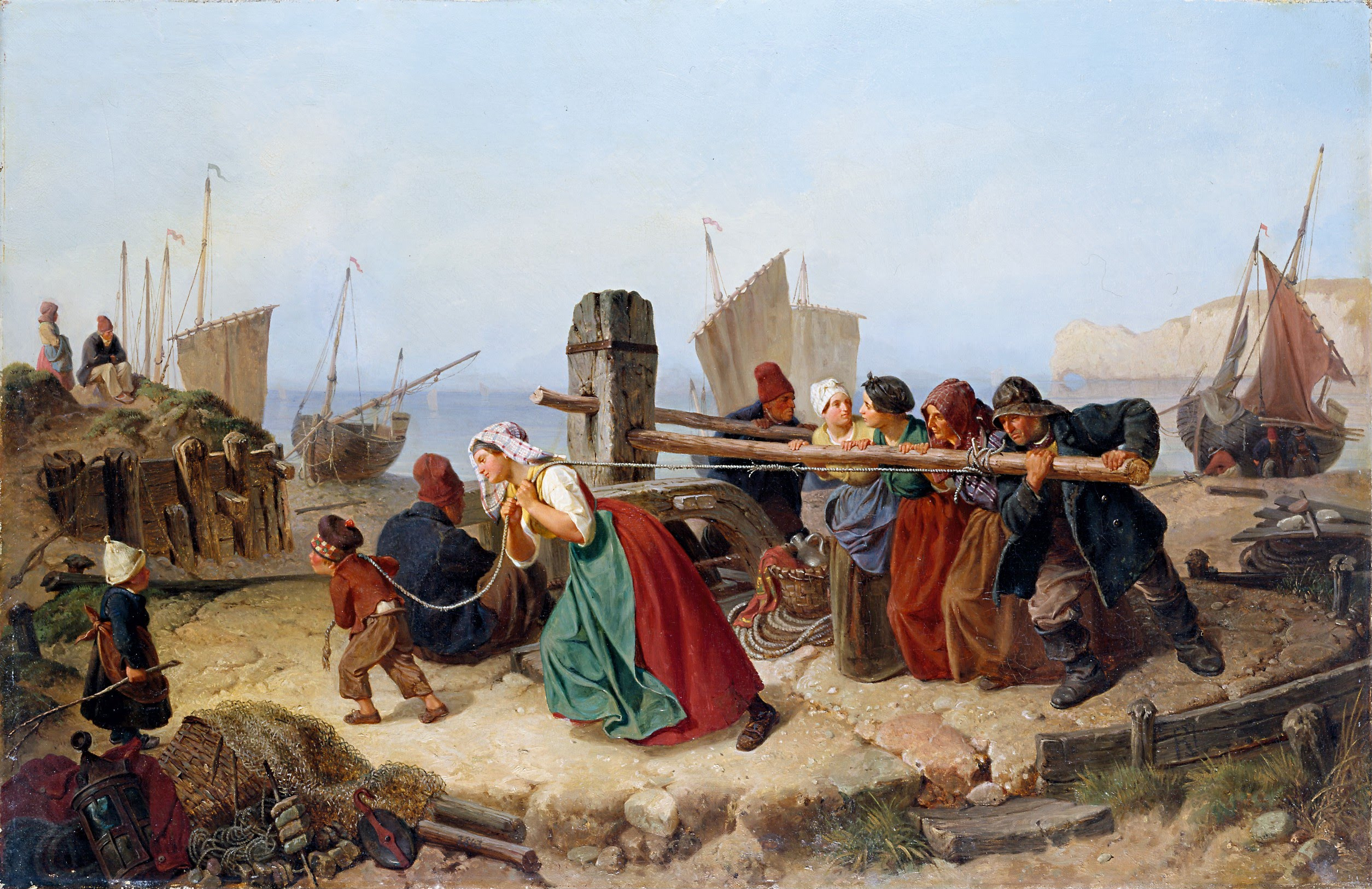
Нормандия. Лебёдка для швартовки рыбачьих лодок.
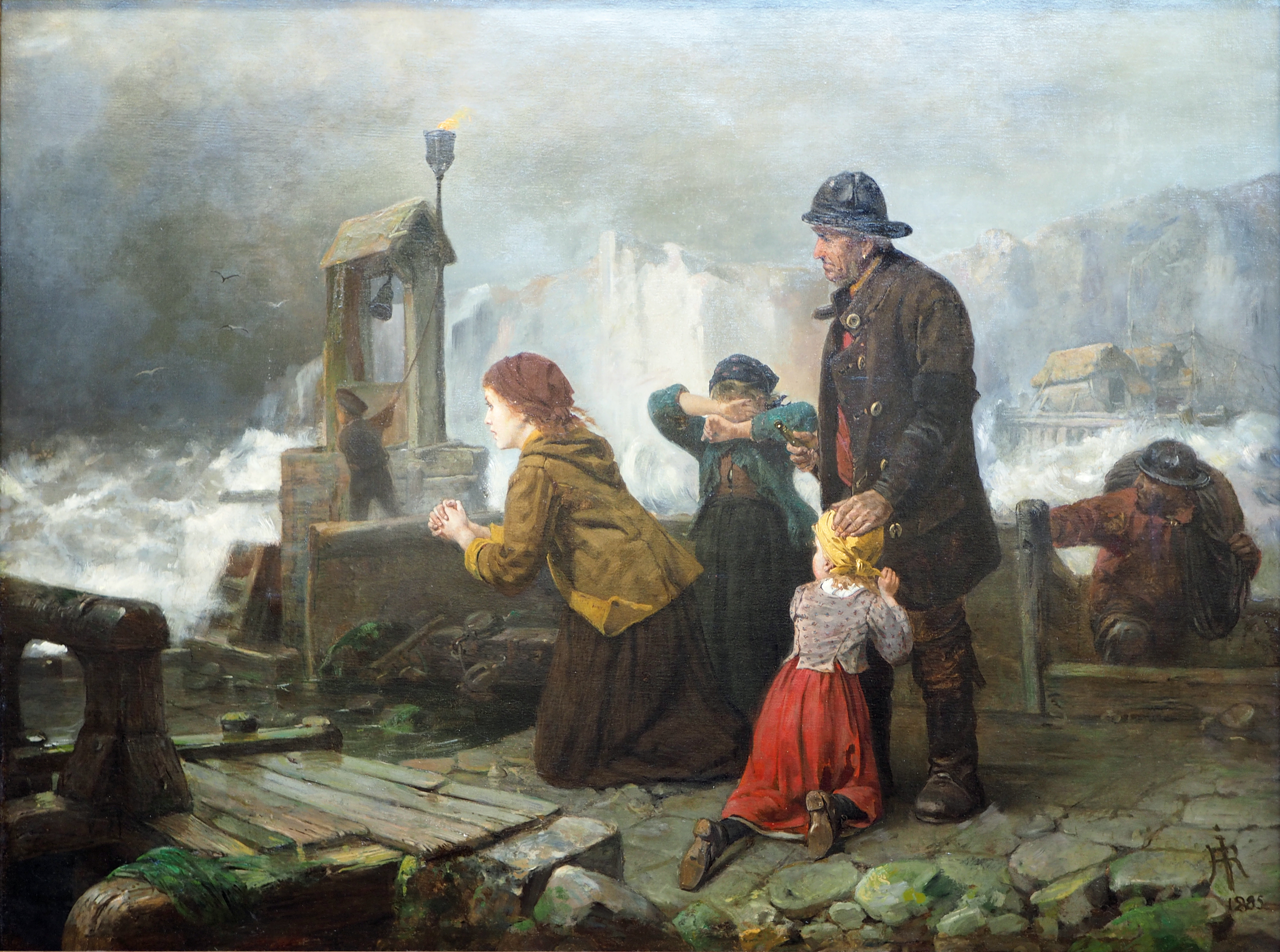
Шторм на Гельголанде.
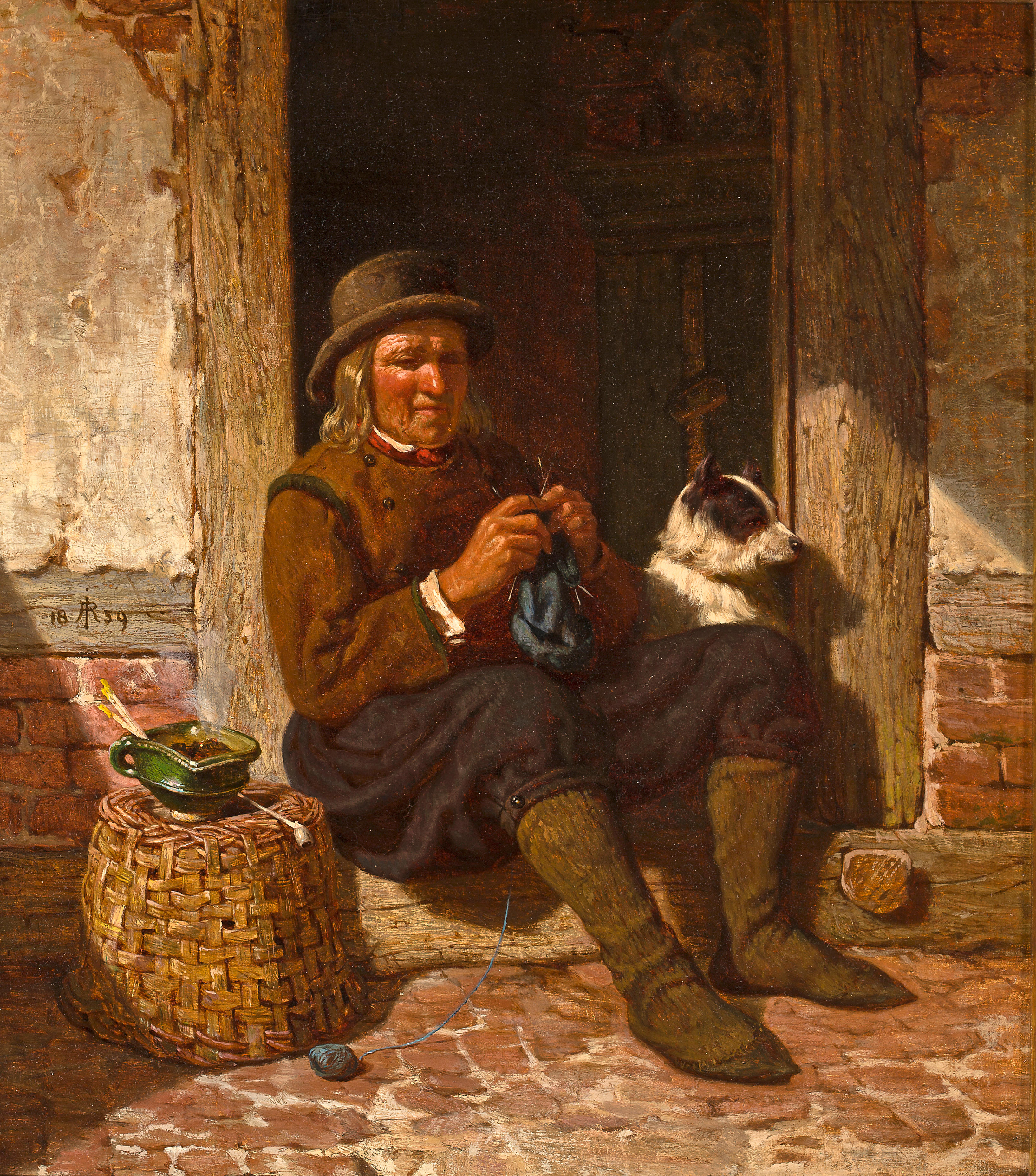
Старик с собакой, вяжущий чулок.
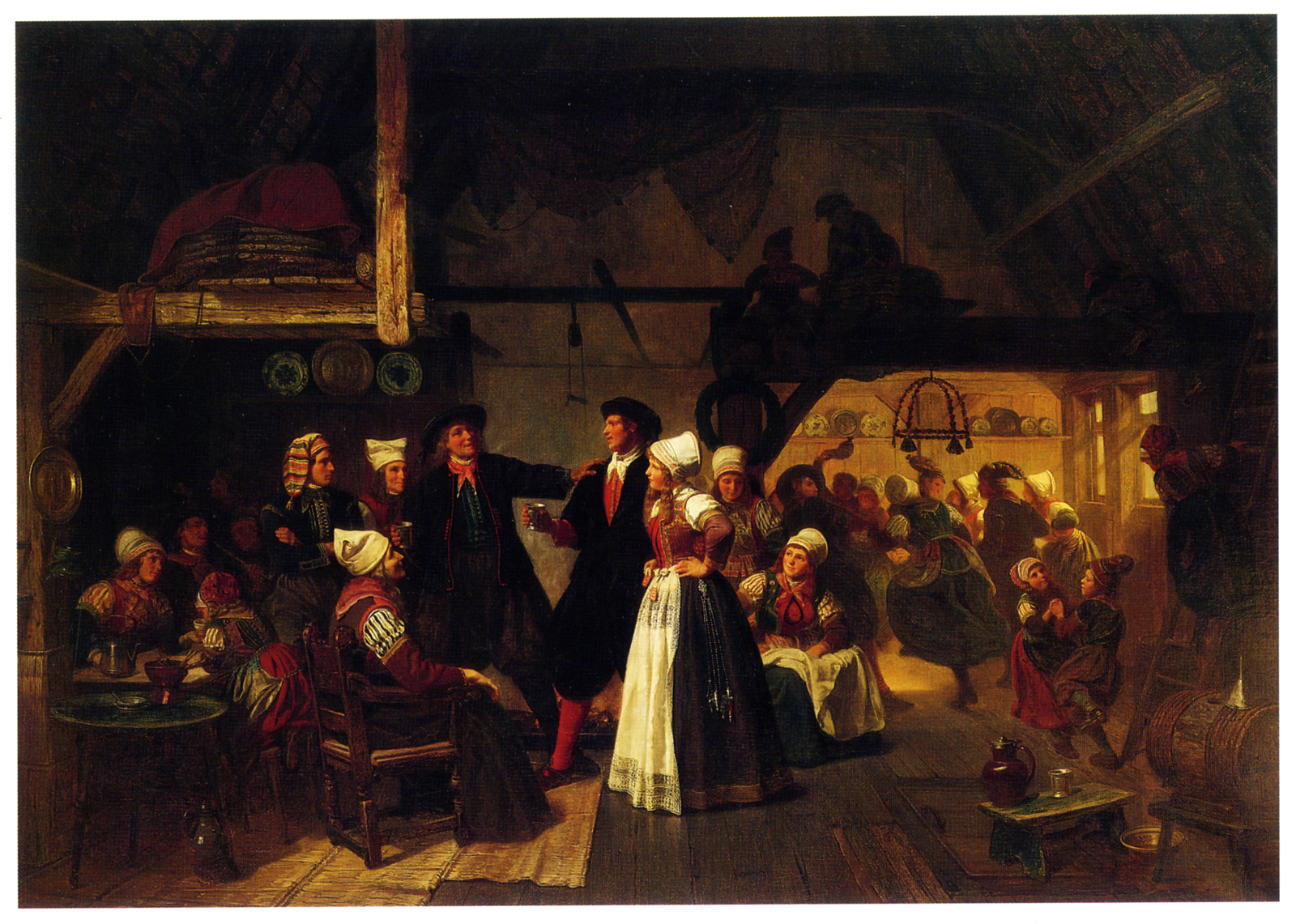
Праздник у рыбаков на Гельголанде.